# Мохаммед Аулад
Мохаммед Аулад (фр. Mohammed Aoulad, нар. 29 серпня 1991, Брюссель, Бельгія) — бельгійський футболіст, нападник клубу «Відад» (Касабланка).

## Ігрова кар'єра
У дорослому футболі дебютував 2009 року виступами за команду клубу «Брюссель», в якій провів три сезони, взявши участь у 57 матчах чемпіонату.
Своєю грою за цю команду привернув увагу представників тренерського штабу клубу «Васланд-Беверен», до складу якого приєднався 2012 року.
Згодом з 2013 по 2017 рік грав у складі команд клубів «Сент-Трюйден», «Вестерло» та «Юніон».
До складу клубу «Відад» (Касабланка) приєднався 2017 року.